# Футсал репрезентација Хрватске
Репрезентација Хрватске у футсалу представља Хрватску у међународним такмичењима у футсалу и под контролом је Фудбалског савеза Хрватске (ФСХ) (хрв. Hrvatski nogometni savez (HNS)).
До 1991. Хрватска није имала своју репрезентацију, а играчи из хрватских клубова су играли у репрезентацији СФР Југославије.

## Резултати репрезентације

### Европска првенства
| Година | Коло                  | Пласман               | ИГ                    | П                     | Н                     | ИЗ                    | ДГ                    | ПГ                    |
| ------ | --------------------- | --------------------- | --------------------- | --------------------- | --------------------- | --------------------- | --------------------- | --------------------- |
| 1996.  | Није се квалификовала | Није се квалификовала | Није се квалификовала | Није се квалификовала | Није се квалификовала | Није се квалификовала | Није се квалификовала | Није се квалификовала |
| 1999.  | 1. коло               | –                     | 3                     | 1                     | 0                     | 2                     | 8                     | 14                    |
| 2001.  | 1. коло               | –                     | 3                     | 1                     | 0                     | 2                     | 2                     | 9                     |
| 2003.  | Није се квалификовала | Није се квалификовала | Није се квалификовала | Није се квалификовала | Није се квалификовала | Није се квалификовала | Није се квалификовала | Није се квалификовала |
| 2005.  | Није се квалификовала | Није се квалификовала | Није се квалификовала | Није се квалификовала | Није се квалификовала | Није се квалификовала | Није се квалификовала | Није се квалификовала |
| 2007.  | Није се квалификовала | Није се квалификовала | Није се квалификовала | Није се квалификовала | Није се квалификовала | Није се квалификовала | Није се квалификовала | Није се квалификовала |
| 2010.  | Није се квалификовала | Није се квалификовала | Није се квалификовала | Није се квалификовала | Није се квалификовала | Није се квалификовала | Није се квалификовала | Није се квалификовала |
| 2012.  | Утакмица за 3. место  | 4. место              | 4                     | 2                     | 1                     | 1                     | 10                    | 10                    |
| 2014.  | Четвртфинале          | –                     | 3                     | 0                     | 2                     | 1                     | 7                     | 8                     |
| 2016.  |                       |                       |                       |                       |                       |                       |                       |                       |
| 2018.  |                       |                       |                       |                       |                       |                       |                       |                       |
| Укупно | 4/9                   | –                     | 13                    | 4                     | 3                     | 6                     | 27                    | 41                    |

### Светска првенства
| Година | Коло                       | Пласман                    | ИГ                         | П                          | Н                          | ИЗ                         | ДГ                         | ПГ                         |
| ------ | -------------------------- | -------------------------- | -------------------------- | -------------------------- | -------------------------- | -------------------------- | -------------------------- | -------------------------- |
| 1992.  | Није учествовала у квалиф. | Није учествовала у квалиф. | Није учествовала у квалиф. | Није учествовала у квалиф. | Није учествовала у квалиф. | Није учествовала у квалиф. | Није учествовала у квалиф. | Није учествовала у квалиф. |
| 1996.  | Није се квалификовала      | Није се квалификовала      | Није се квалификовала      | Није се квалификовала      | Није се квалификовала      | Није се квалификовала      | Није се квалификовала      | Није се квалификовала      |
| 2000.  | 2. коло                    | –                          | 6                          | 3                          | 0                          | 3                          | 18                         | 15                         |
| 2004.  | Није се квалификовала      | Није се квалификовала      | Није се квалификовала      | Није се квалификовала      | Није се квалификовала      | Није се квалификовала      | Није се квалификовала      | Није се квалификовала      |
| 2008.  | Није се квалификовала      | Није се квалификовала      | Није се квалификовала      | Није се квалификовала      | Није се квалификовала      | Није се квалификовала      | Није се квалификовала      | Није се квалификовала      |
| 2012.  | Није се квалификовала      | Није се квалификовала      | Није се квалификовала      | Није се квалификовала      | Није се квалификовала      | Није се квалификовала      | Није се квалификовала      | Није се квалификовала      |
| Укупно | 1/6                        | –                          | 6                          | 3                          | 0                          | 3                          | 18                         | 15                         |

### Медитерански куп
| Година | Коло   | Пласман  | ИГ | П | Н | ИЗ | ДГ | ПГ |
| ------ | ------ | -------- | -- | - | - | -- | -- | -- |
| 2010.  | Финале | 1. место | 6  | 5 | 1 | 0  | 29 | 9  |
| Укупно | 1/1    | -        | 6  | 5 | 1 | 0  | 29 | 9  |

## Састав репрезентације на ЕП 2012.
Од 11. фебруара 2012.
| #  | Име и презиме          | Датум рођења        | Клуб                      |
| -- | ---------------------- | ------------------- | ------------------------- |
| 1  | Иво Јукић (голман)     | 13. април 1986.     | МНК Бродосплит Инжењеринг |
| 12 | Марин Стојкић (голман) | 30. септембар 1984. | МНК Муртер                |
| 2  | Ведран Матошевић       | 27. август 1990.    | МНК Успињача              |
| 3  | Јаков Грцић            | 12. април 1983.     | МНК Успињача              |
| 4  | Матија Ђулват          | 22. фебруар 1976.   | МНК Успињача              |
| 5  | Фране Деспотовић       | 25. април 1982.     | Akademia FC Pniewy        |
| 6  | Саша Бабић             | 4. август 1989.     | МНК Кијево Кнауф          |
| 7  | Франко Јеловчић        | 6. јул 1991.        | МНК Бродосплит Инжењеринг |
| 8  | Дарио Мариновић        | 24. мај 1990.       | МНК Бродосплит Инжењеринг |
| 9  | Дује Бајрушовић        | 27. октобар 1984.   | МНК Мејаши                |
| 10 | Тихомир Новак          | 24. октобар 1986.   | МНК Бродосплит Инжењеринг |
| 11 | Јосип Сутон            | 14. новембар 1988.  | МНК Бродосплит Инжењеринг |
| 13 | Бранко Лаура           | 21. октобар 1982.   | МНК Бродосплит Инжењеринг |
| 14 | Денис Мијатовић        | 1. јун 1983.        | МНК Вргорац               |